# Förenta nationernas flagga
Förenta nationernas flagga eller FN-flaggan är den flagga som hissas för Förenta nationerna, och utgörs av en ljusblå flaggduk med FN:s emblem i vitt. Emblemet utgörs av en världskarta med utgångspunkt vid nordpolen omgiven av olivkvistar, vilka symboliserar fred. Emblemets formgivare är Donal McLaughlin.
Den vanligaste varianten av flaggan antogs den 7 december 1946.

### Fotnoter
1. ↑  ”United Nations Emblem and Flag” (på engelska). United Nations. https://www.un.org/en/about-us/un-emblem-and-flag. Läst 23 oktober 2021.
2. ↑  Grimes, William (2 oktober 2009). ”Donal McLaughlin, Designer of United Nations Emblem, Dies at 102” (på engelska). The New York Times. ISSN 0362-4331. https://www.nytimes.com/2009/10/02/arts/design/02mclaughlin.html. Läst 23 oktober 2021.
3. ↑  ”United Nations Organization” (på engelska). Flags of the World. 4 februari 2012. https://flagspot.net/flags/uno.html. Läst 6 november 2016.